# ميغومي موراكامي
ميغومي موراكامي (باليابانية: 村上愛؛ بالكانا: むらかみ めぐみ) هي مغنية يابانية، ولدت في 6 يونيو 1992 في سايتاما في اليابان.

## وصلات خارجية
- ميغومي موراكامي على موقع ميوزك برينز (الإنجليزية)
- ميغومي موراكامي على موقع ديسكوغز (الإنجليزية)